# Vincenzo Iaquinta
Vincenzo Iaquinta (* 21. November 1979 in Crotone, Italien) ist ein ehemaliger italienischer Fußballspieler. Der Stürmer stand bis Juni 2013 in der Serie A bei Juventus Turin unter Vertrag.

## Karriere

### Im Verein
Vincenzo Iaquinta spielte ab der Saison 2000/01 für Udinese Calcio, hier reifte er vom Reservisten zu einem wichtigen Spieler. Er war am Erfolg der Saison 2004/05 beteiligt, als Udinese in der Liga den vierten Platz erreichte. In der folgenden Champions-League-Qualifikation sicherte er mit zwei Toren seinem Verein die erstmalige Teilnahme an der Champions League. Im ersten Spiel gegen Panathinaikos Athen erzielte er alle drei Tore beim 3:0-Sieg für Udinese Calcio.
Ab der Saison 2007/08 spielte Iaquinta für Juventus Turin. Er erhielt einen Fünfjahresvertrag. Im Januar 2012 wurde er an den Ligarivalen AC Cesena verliehen. Nach einem halben Jahr kehrte Iaquinta zur Saison 2012/13 zurück, gehörte danach aber nicht mehr dem Erstligakader an. Sein im Sommer 2013 auslaufender Vertrag wurde nicht verlängert.

### In der Nationalmannschaft
Iaquinta stand im italienischen Aufgebot für die Fußball-Weltmeisterschaft 2006 in Deutschland. Hier wurde er im ersten Spiel gegen Ghana in der zweiten Halbzeit eingewechselt und erzielte mit seinem ersten Länderspieltreffer das vorentscheidende 2:0. Im weiteren Verlauf des Turniers setzte ihn Nationaltrainer Marcello Lippi meist als Joker in der zweiten Halbzeit ein, so auch im Halbfinale gegen Deutschland und im Finale gegen Frankreich, in dem Italien im Elfmeterschießen zum vierten Mal Fußballweltmeister wurde.

## Erfolge
- Weltmeister: 2006
- Italienischer Meister: 2011/12
- Torschützenkönig der Coppa Italia: 2007/08

## Anklage
Seit dem 23. März 2016 steht Iaquinta in Bologna in einem der bisher größten Mafiaprozesse vor Gericht. Vorgeworfen werden ihm illegaler Waffenbesitz und Mafiazugehörigkeit, was er bestreitet. Im Oktober 2018 wurde er zu zwei Jahren Gefängnis verurteilt, sein Vater wurde zu 19 Jahren Haft verurteilt.